# Lüdier

Lüdische Flagge

Die Lüdier (karelisch lyydilaažed, finnisch lyydiläiset, russisch лю́дики, каре́лы-лю́дики) sind eine finno-ugrische Ethnie der ostseefinnischen Gruppe; sie werden zumeist als Untergruppe der Karelier angesehen. Sie leben nördlich und östlich des Onegasees in der Republik Karelien im Nordwesten Russlands. Bei der Volkszählung 2010 bezeichneten sich etwa 3000 Personen als Lüdier.
Die lüdische Sprache gehört zur karelischen Sprachgruppe. Sie ist verwandt mit der olonetzischen Sprache und hat sich unter starkem Einfluss des Wepsischen herausgebildet. Zum Teil wird sie auch als eigenständige Sprache angesehen, insbesondere von finnischen Linguisten.

## Geschichte
Die Lüdier werden bereits im 9. Jahrhundert in einer Auflistung des Bayerischen Geographen erwähnt. 921/922 erwähnte der arabische Reisende Ahmad ibn Fadlān den Volksstamm der luud-aana.